# Poa badensis
Poa badensis är en gräsart som beskrevs av Thaddeus Peregrinus Haenke och Carl Ludwig von Willdenow. Poa badensis ingår i släktet gröen, och familjen gräs. Inga underarter finns listade i Catalogue of Life.

## Bildgalleri

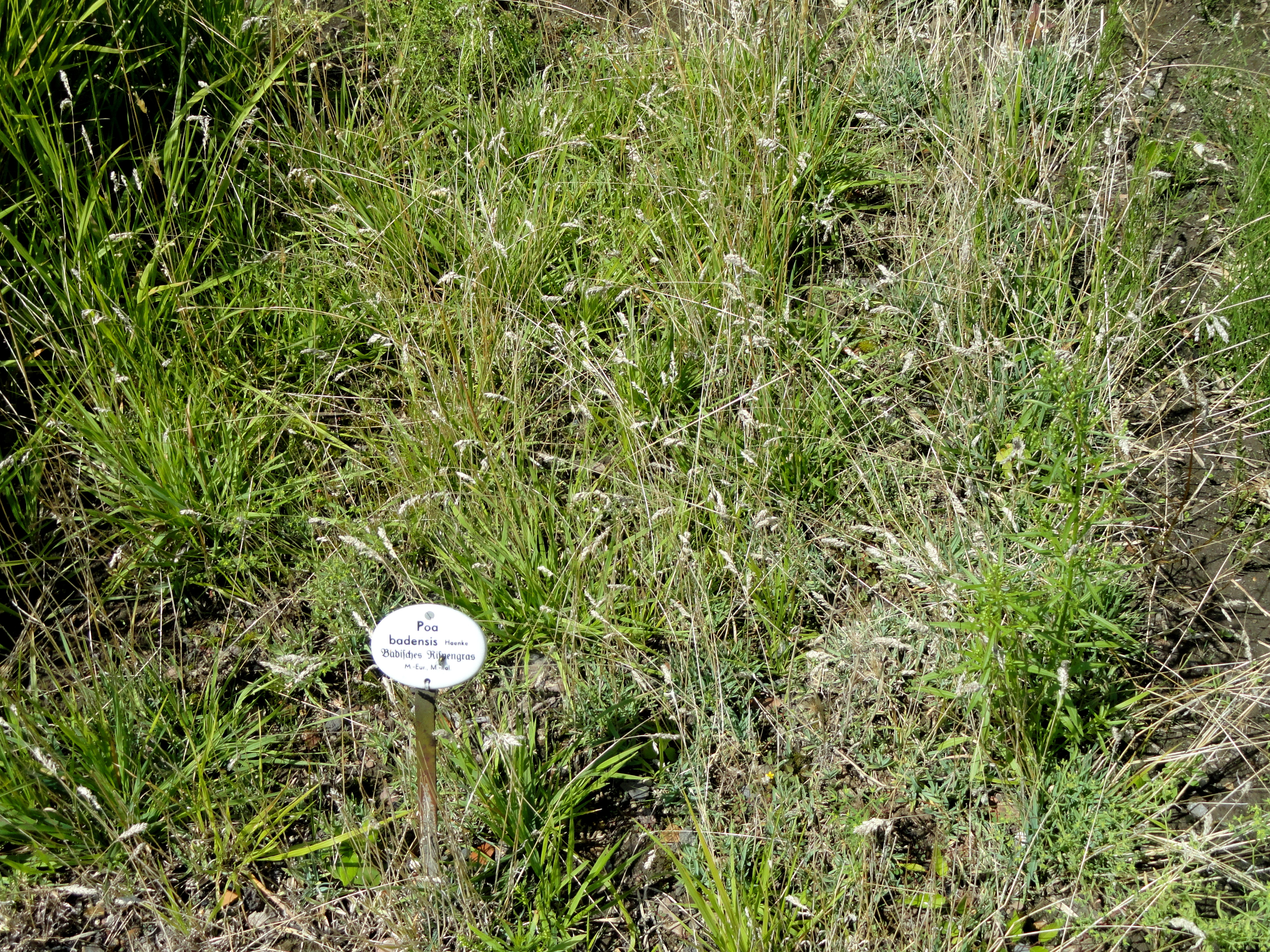
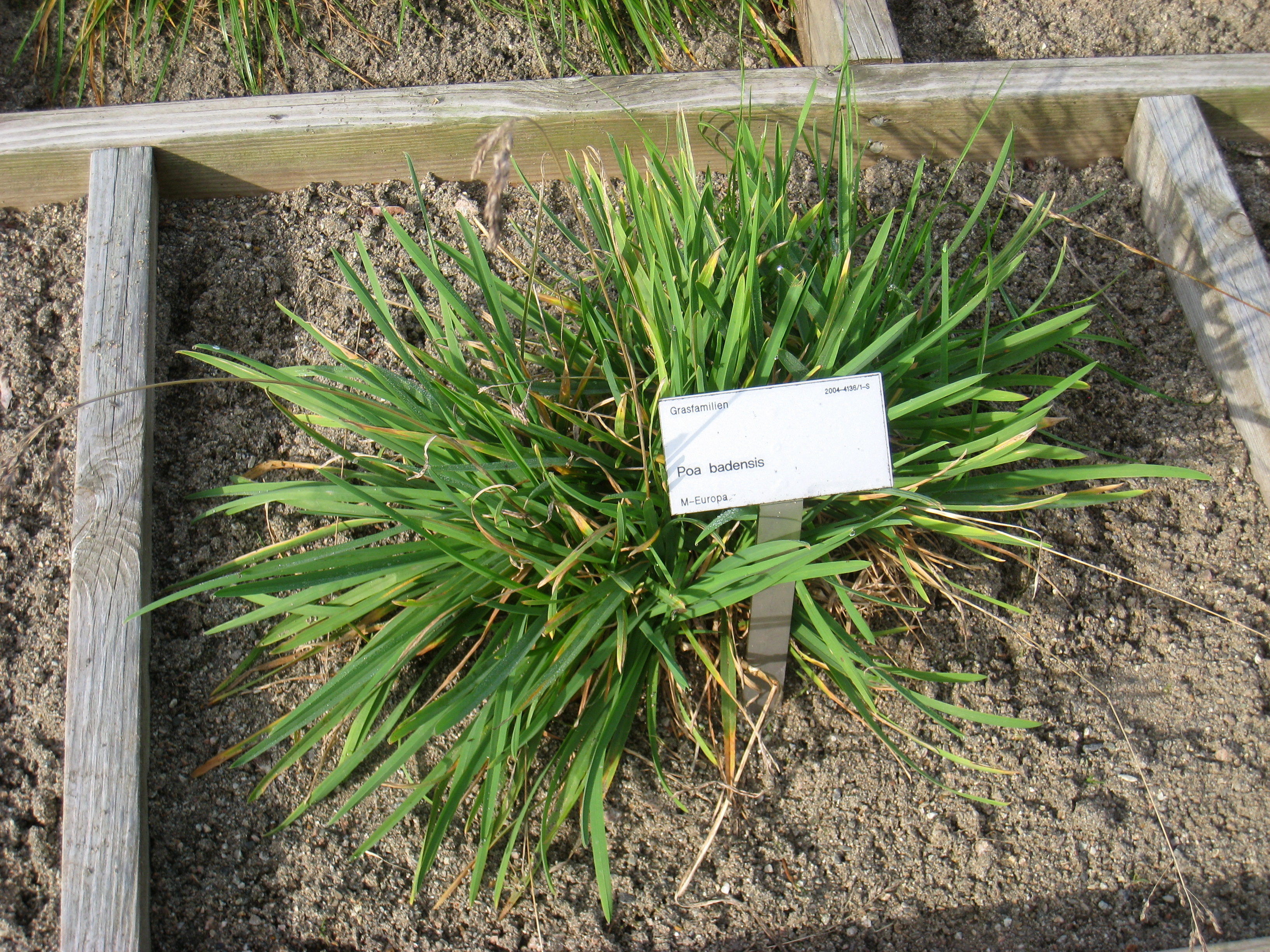
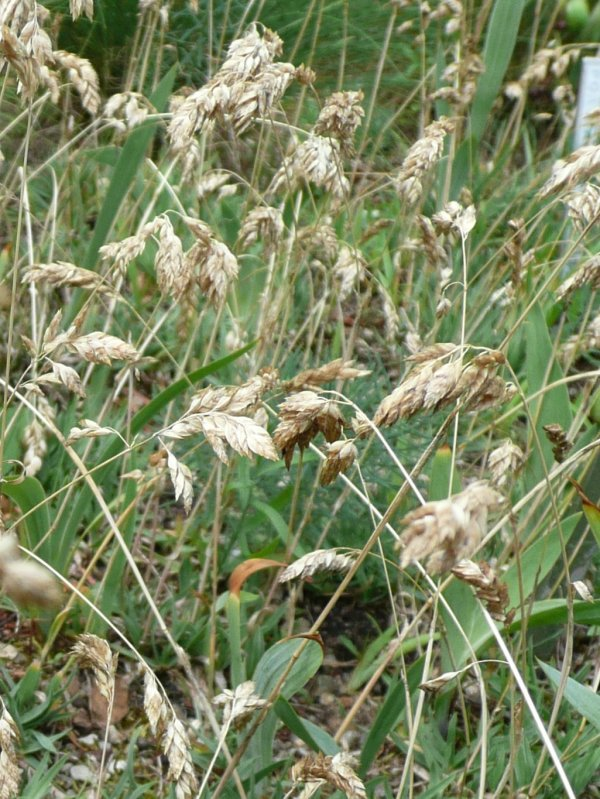